# 17965 Бродерсен
17965 Бродерсен (17965 Brodersen) — астероїд головного поясу, відкритий 10 травня 1999 року.
Тіссеранів параметр щодо Юпітера — 3,397.